# Tierpark Nordhorn
Koordinaten: 52° 25′ 42″ N, 7° 5′ 31″ O
Der Tierpark Nordhorn ist ein wissenschaftlich geführter Zoo im Landkreis Grafschaft Bentheim an der niederländischen Grenze mit knapp einer halben Millionen Besuchern jährlich. Er widmet sich mit seinen knapp 200 Mitarbeitern den Hauptaufgaben moderner Zoos: Erholung und Freizeit, Arten- und Naturschutz sowie Bildung und Forschung. Zudem widmet er sich als Archepark mit seiner „Vechtewelt“ der Regionalhistorie. Als regionales Arten- und Naturschutzzentrum betreut der Tierpark zudem rund 170 Hektar schützenswerter Naturräume und ist Sitz der Ökologischen Station Grafschaft Bentheim/ Emsland-Süd, die eine Betreuungskulisse von rund 40.000 Hektar hat.
Der Familienzoo beherbergt rund 2500 Tiere in 108 Arten. Der Tierpark ist ein vom Land Niedersachsen anerkannter Bildungsstandort nach BNE (Bildung für nachhaltige Entwicklung) und anerkannte Archeschule. Rund 13.000 Kinder und 4000 Erwachsene besuchen jährlich die Bildungsangebote der Zooschule.
Des Weiteren betreut der Tierpark eine Vielzahl an Natur-, Artenschutz- und Forschungsprojekten, wie das Projekt zum Schutz des Großen Brachvogels oder das Amphibienprojekt.

## Geschichte

### Gründungszeit und frühe Geschichte
Die Anfänge des Nordhorner Tierparks reichen in das Jahr 1949 zurück, als der Nordhorner Landwirtssohn und gelernte Maurer Heinrich Johannink von der Stadt Nordhorn am Heseper Weg ein 9.360 m² großes Waldstück zur Einrichtung eines privat betriebenen „Heimat-Tiergartens“ pachtete, den er am 16. September 1950 eröffnete. Als reiner Privatbetrieb erwies sich der Heimattiergarten jedoch schon bald als nicht überlebensfähig, so dass 1955 ein „Kuratorium des Nordhorner Tiergartens“ die Verantwortung übernahm.
1962 konnte das Kuratorium die Geschäfte an den ehrenamtlichen Vorstand eines eingetragenen Vereins übergeben, der sich erfolgreich um die Unterstützung des kleinen Zoos durch die öffentliche Hand bemühte. 1990 geriet der Park in eine existentielle Krise, als der Pachtvertrag für einen wichtigen Teil des Geländes auslief und nicht verlängert wurde. Die Gehege dort und der Eingangsbereich mussten abgebaut, der Tierbestand reduziert werden, was zu einem dramatischen Rückgang der Besucherzahlen führte: von rund 110.000 im damaligen Rekordjahr 1990 auf 70.000 im Jahre 1993. Mit dem unvermeidlichen Konkurs kam auch das Ende des Trägervereins.

### Tierpark heute

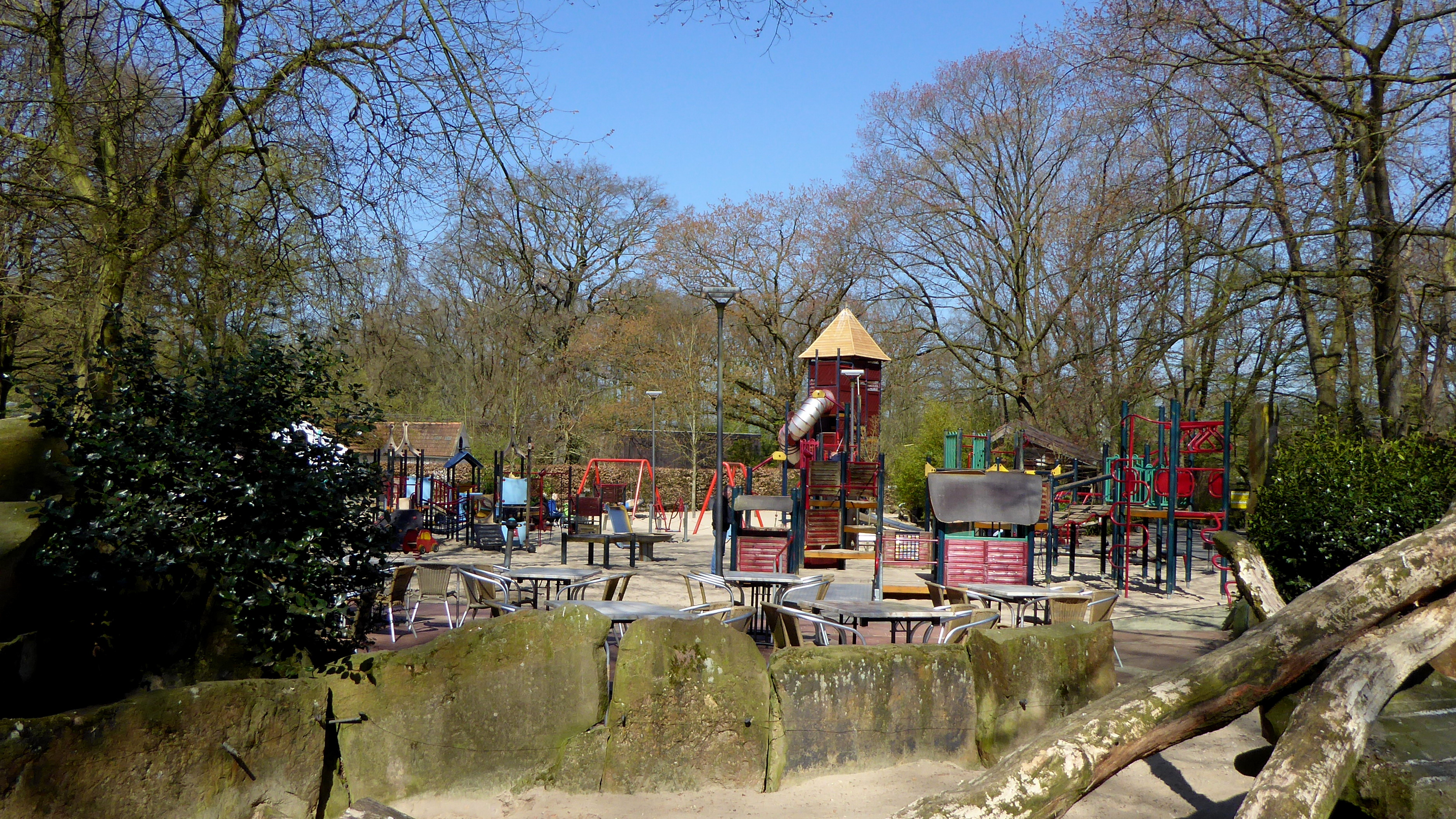
Spielplatz

Die Wende zum Besseren brachte die Gründung der gemeinnützigen „Tierpark Nordhorn gGmbH“ im Jahre 1994 mit der Stadt Nordhorn und dem Landkreis Grafschaft Bentheim als Gesellschafter. Eine nunmehr hauptamtliche Geschäftsführung und die verlässliche Unterstützung von Stadt und Landkreis begründeten die nun einsetzende Erfolgsgeschichte, die im Jubiläumsjahr 1999 schließlich die dringend benötigte Erweiterung – und das bedeutete die Verdoppelung des Zoogeländes – brachte. Nunmehr können auf 12 Hektar einer gärtnerisch gestalteten Parklandschaft über 2000 Tiere aus 100 Arten gezeigt werden. Tierpfleger, Biologen und Tierärzte kümmern sich um deren Wohl. Der Zoo verknüpft in einmaliger Weise seine zoologische Arbeit mit dem Naturschutz in der heimischen Region und legt einen besonderen Schwerpunkt auf die Erhaltung und Zucht seltener Haustierrassen.

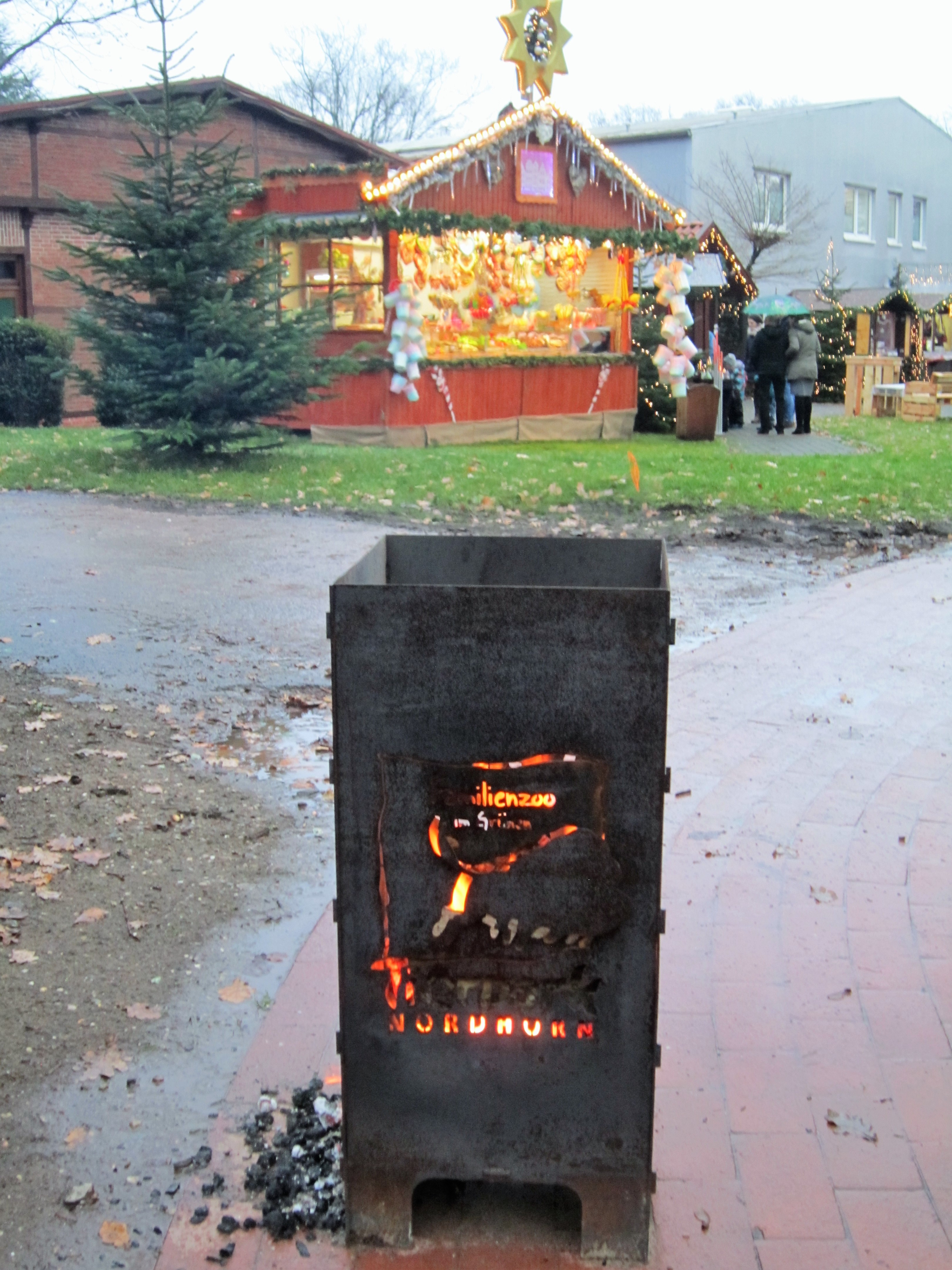
Weihnachtsmarkt im Zoo

Mit der Aufnahme in den Europäischen Zooverband „EAZA“ im Jahre 1996, in den Verband der Zoologischen Gärten „VdZ“ 2004 und in den Weltzooverband „WAZA“ im Jahre 2007 war aus dem „Heimattiergarten“ endgültig ein anerkannter Zoologischer Garten geworden. Die Besucher honorierten diese Entwicklung: Im Jahr 2014 wurde mit 408.729 Besuchern erstmals die Marke von 400.000 überschritten, 2015 konnte dieser Rekord mit 409.011, 2016 mit 429.889, 2017 mit 438.572 und 2018 mit 451.647 Besuchern wiederum überschritten werden; etwa die Hälfte der Gäste kommt aus den nahen Niederlanden. Eine wichtige Rolle für die Belebung des Zoos mit Besuchern in der kalten Jahreszeit spielt der Weihnachtsmarkt, der alljährlich vom zweiten bis zum dritten Adventswochenende in der Nähe des Vechtehofs stattfindet.
Seit 2001 standen die spätestens aus der Mitte des 17. Jahrhunderts stammenden Löwenskulpturen vom Bentheimer Tor vor dem Eingangsgebäude auf dem Erweiterungsgelände des Tierparks. Mittlerweile ist die Skulptur am Löwentor des Parks aufgestellt. Dieses trennt den historischen Vechtebereich von dem Teil des Parks, der schon von Beginn an vorhanden war.
Im November 2011 wurde das neue Gehege für die Waldbisons eröffnet. Die Freigabe der kompletten Anlage inklusive neuem Rundweg erfolgte im zweiten Quartal 2012.
Zum 1. April 2012 hat der neue Geschäftsführer, der Tierarzt Dr. Nils Kramer, sein Amt übernommen. Der vorherige Geschäftsführer Thomas Berling war bei den Kommunalwahlen in Niedersachsen 2011 zum Bürgermeister von Nordhorn gewählt worden.
Am 28. März 2013 wurde die neue Voliere für Uhus und Kolkraben eröffnet. Der Raum der Voliere wurde von 400 auf 550 Kubikmeter vergrößert.
Im Januar 2013 wurde mit dem Neubau einer Schau-Futterküche begonnen. Am 13. Juni 2015 wurde sie der Öffentlichkeit vorgestellt. Die Schau-Futterküche ermöglicht den Besuchern einen Blick hinter die Kulissen. Viele Informationen rund um die Futterküche, die Futterzubereitung und die Ernährung der einzelnen Tierarten können die Besucher hier erfahren. Darüber hinaus wurden auch die Arbeits- und Aufenthaltsbedingungen für die Mitarbeiter des Zoos verbessert.
Für Erdmännchen entstand im September 2015 in direkter Nachbarschaft zu Spielplatz und „Max-Abenteuerland“ auf 800 m² eine neue Anlage mit Wärmehaus.
Im März 2015 wurde der Bau einer Zooschule begonnen. Bislang gab es ausschließlich Führungen für Schulklassen und andere Interessierte durch die Zoopädagogen. Durch das Schulgebäude soll der Schulcharakter in den Fokus gerückt werden, die Orientierung an die Rahmenlehrpläne der Schulen rückt in den Vordergrund. Am 7. Juni 2016 wurde der Neubau eröffnet.
Ende 2017 wurde die neue begehbare Südamerika-Anlage eröffnet. Sie beherbergt Alpakas und Maras.
Zurzeit wird der Vechtehof zum Vechtedorf erweitert: Eine große Heuscheune wurde bereits errichtet, Anfang 2021 wurden zudem der Vechtemarkt, eine historische Schmiede und eine Dorfmetzgerei eröffnet. Zudem gibt es seit 2022 eine Bastelwerkstatt mit angrenzendem Nachttierhaus. Dort lebt eine Gruppe nachtaktiver Gartenschläfer. Um den Besuchern die Tiere nahezubringen, wird hier am Tag die Nacht simuliert und umgekehrt.

## Bereiche

### Nordamerika

#### Waldbison, Weißrüssel-Nasenbär, Halsbandpekari

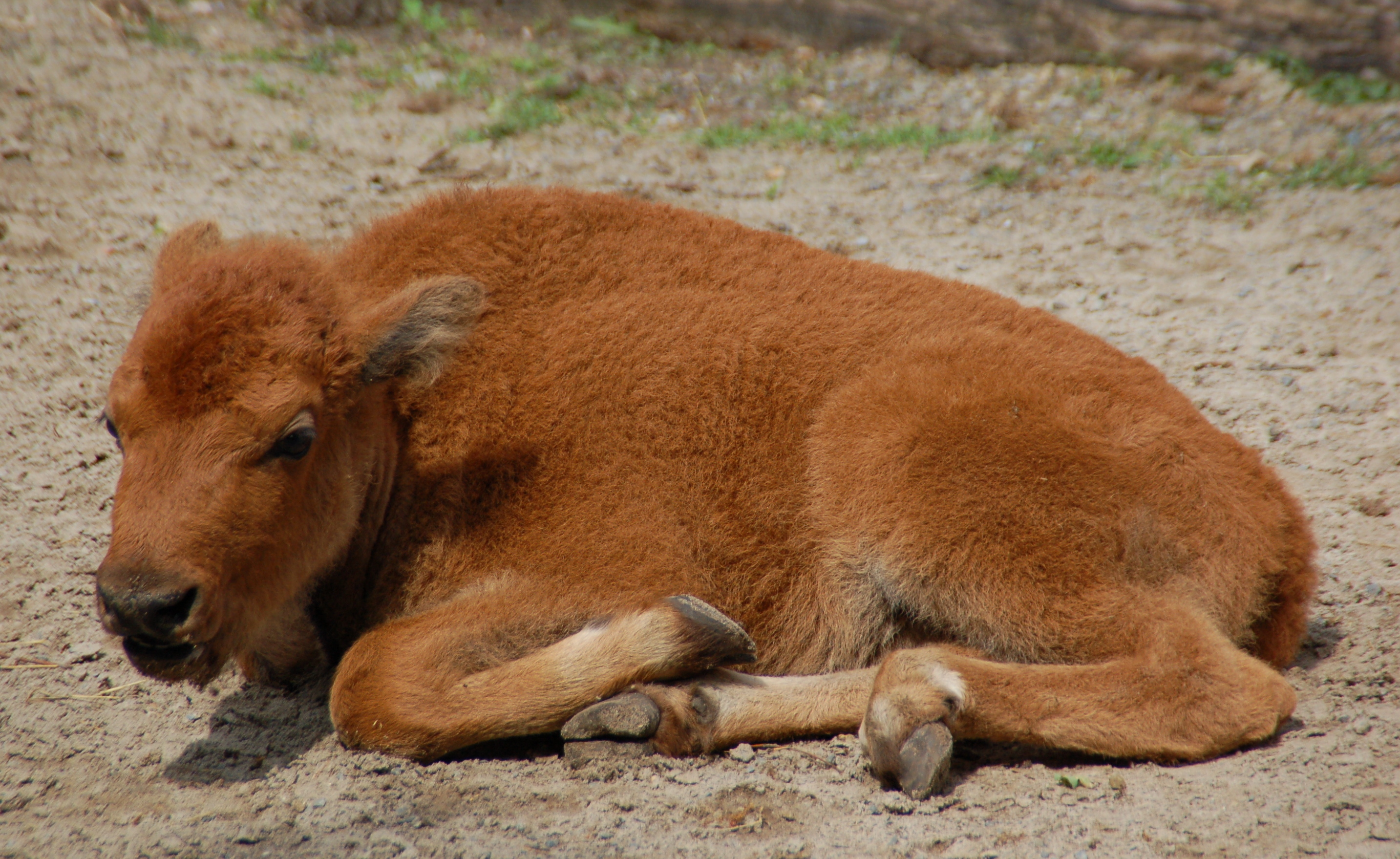
Waldbisonkalb (2013) im Nordhorner Tierpark

Der Waldbison (Bison bison athabascae) ist das Wappentier des Nordhorner Tierparks. 2012 bekamen die Tiere ein großzügiges neues Gehege, das weitgehend vom Förderverein finanziert wurde. Die Vergesellschaftung mit Halsbandpekaris (Pecari tajacu) ist einmalig in der Zoowelt. Von der seltenen Unterart des Waldbisons lebten um 1900 nur noch ca. 250 Tiere in den Wäldern Kanadas. Durch Wiederansiedlungsprojekte in verschiedenen Gebieten Kanadas gibt es heute etwa 3000 Waldbisons in freier Wildbahn. Die Bestände sind aber stark gefährdet durch Infektionskrankheiten, die Ausbreitung der Landwirtschaft und die zunehmende Industrialisierung.
Gegenüber der seltenen Wohngemeinschaft lebt eine sechsköpfige Gruppe der nachtaktiven Weißrüssel-Nasenbären (Nasua narica).

#### Präriehunde
Das Gehege der Schwarzschwanz-Präriehunde (Cynomys ludovicianus) kann über zwei Schleusen von den Besuchern betreten werden. Ursprünglich kamen die Schwarzschwanz-Präriehunde vom extremen Süden der Provinz Saskatchewan in Kanada und von Montana in den USA über die westlichen und zentralen Great Plains, Texas, New Mexico und dem Südosten von Arizona bis in das nordöstliche Sonora und nördliche Chihuahua in Mexiko vor. Die Art ist heute im Südosten von Arizona, im südwestlichen New Mexico und lokal in vielen anderen Gebieten des ursprünglichen Verbreitungsgebietes ausgerottet. Schwarzschwanz-Präriehunde kommen heute in isolierten Kolonien innerhalb des ursprünglichen Verbreitungsgebietes vor, viele davon in Nationalparks.

#### Schmuckschildkröten
In einem großen Teich, der das dahinter liegende Präriehundegehege begrenzt, leben verschiedene Neuwelt-Sumpfschildkröten (Emydidae). Die meisten gehören der Gattung Höckerschildkröten (Graptemys) an und haben ihr natürliches Verbreitungsgebiet in Nordamerika. Außerdem befinden sich einheimische Rotfedern (Scardinius erythrophthalmus) in diesem Teich.

### Südamerika
Die begehbare Südamerika-Anlage wurde 2017 neu angelegt und beherbergt zwei Bewohner der südamerikanischen Grasländer: Maras oder Pampashasen (Dolichotis patagonum), Nagetiere aus der Verwandtschaft der Meerschweinchen, und Alpakas (Lama guanicoe pacos), die zu den Neuwelt-Kamelen zählen und Haustiere sind. Bis 2018 lebten hier auch noch Nandus.

### Erdmännchen und Fuchsmangusten
Anfang September 2015 wurde das Gehege der Erdmännchen (Suricata suricatta) fertiggestellt. Im zentralen Teil des Zoos entstand in kurzer Zeit eine naturgetreue Anlage, vorwiegend in Eigenleistung durch die Zoohandwerker. Die zur Familie der Mangusten zählenden Raubtiere stammen aus den trockenen Regionen des südlichen Afrikas und haben ein ausgeprägtes Sozialverhalten. Ende November 2015 kamen die ersten vier Jungtiere zur Welt.
Im Juni 2016 zog ein Fuchsmangusten-Paar (Cynictis penicillata) mit drei Jungen in das Gehege. Diese Tiere haben denselben natürlichen Lebensraum wie die Erdmännchen und unterscheiden sich von ihnen hauptsächlich durch ihr fuchsfarbenes Fell. Im Tierpark Nordhorn leben beide Tierarten vergesellschaftet miteinander. 

### Naturpfad Vechteaue
Im Jahr 2007 wurde der etwa 200 Meter lange Naturpfad entlang des Tierpark-Vechte-Altarmes unter Beteiligung der BUND-Kreisgruppe und der Naturschutzstiftung Grafschaft Bentheim eröffnet. Der Altarm und dessen Uferbereich stellen den landschaftlich reizvollsten Teil des Zoos dar. Er beherbergt eine erstaunliche Vogelwelt: Haubentaucher und Eisvögel ziehen hier ihre Jungen auf.

### Vechtewelt

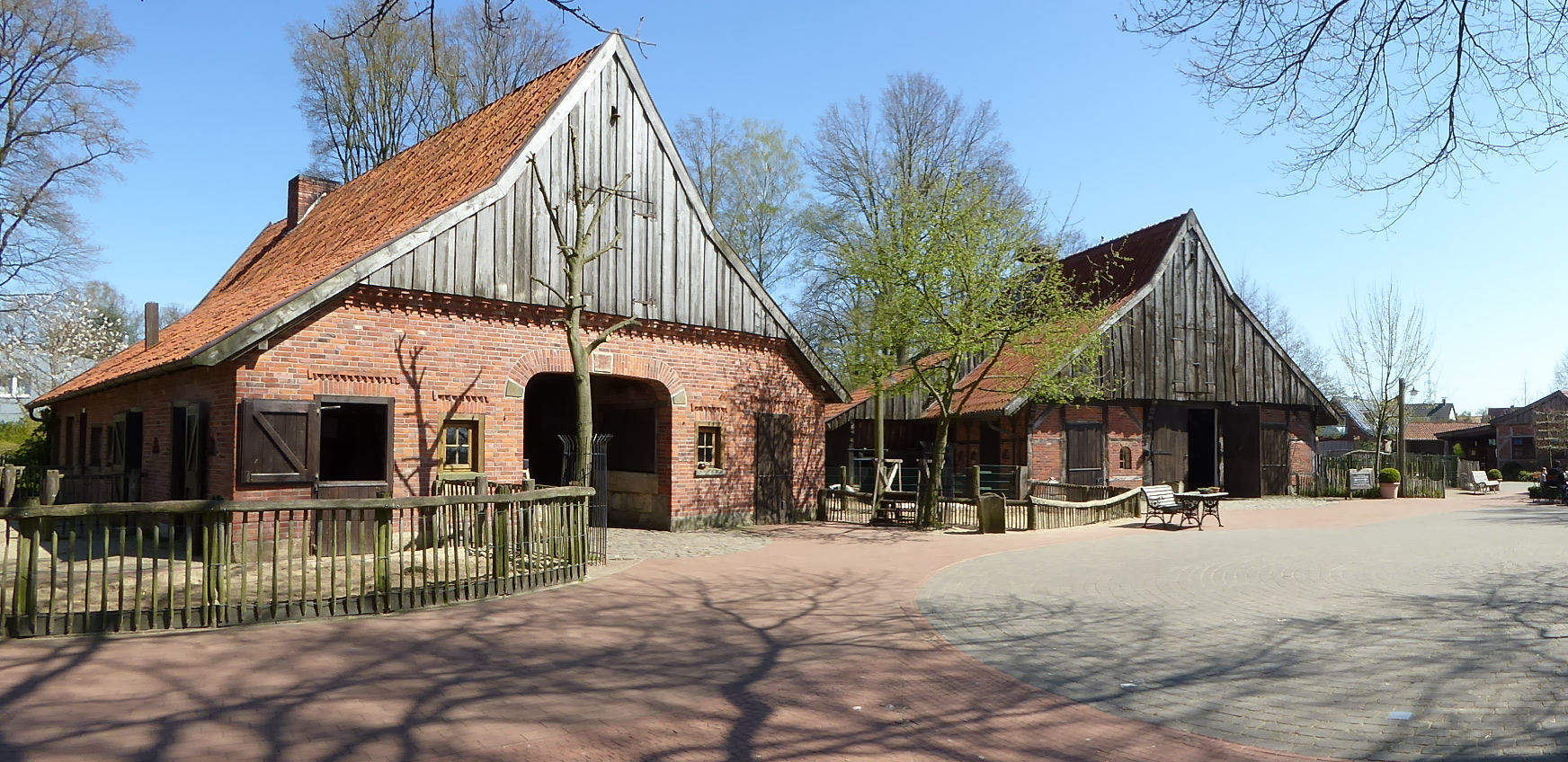
Historischer Vechtehof

#### Vechtedorf
Die beiden Gebäude des Vechtehofes mussten einem Bauvorhaben weichen und wurden ab 1999 im Tierpark wieder aufgebaut. Ergänzt wird das Ensemble durch zwei Remisen, einen Sandsteinbrunnen, einem Bauerngarten mit vielen Blumen und Nutzpflanzen und seit 2021 auch durch eine historische Schmiede und eine Dorfmetzgerei. 

#### Bauernhaus-Museum
Das Hauptgebäude des Vechtehofes ist ein für das 19. Jahrhundert typisches Bauernhaus, in dem Mensch und Tier unter einem Dach wohnten. Durch den Stallbereich gelangt man in die originalgetreu eingerichteten Wohnräume mit alten Möbeln und Gerätschaften. Der museale Teil wird durch eine Remise ergänzt. Darin stellt der Treckerveteranenclub Nordhorn eine Sammlung alter landwirtschaftlicher Geräte aus.

#### Haustierstall

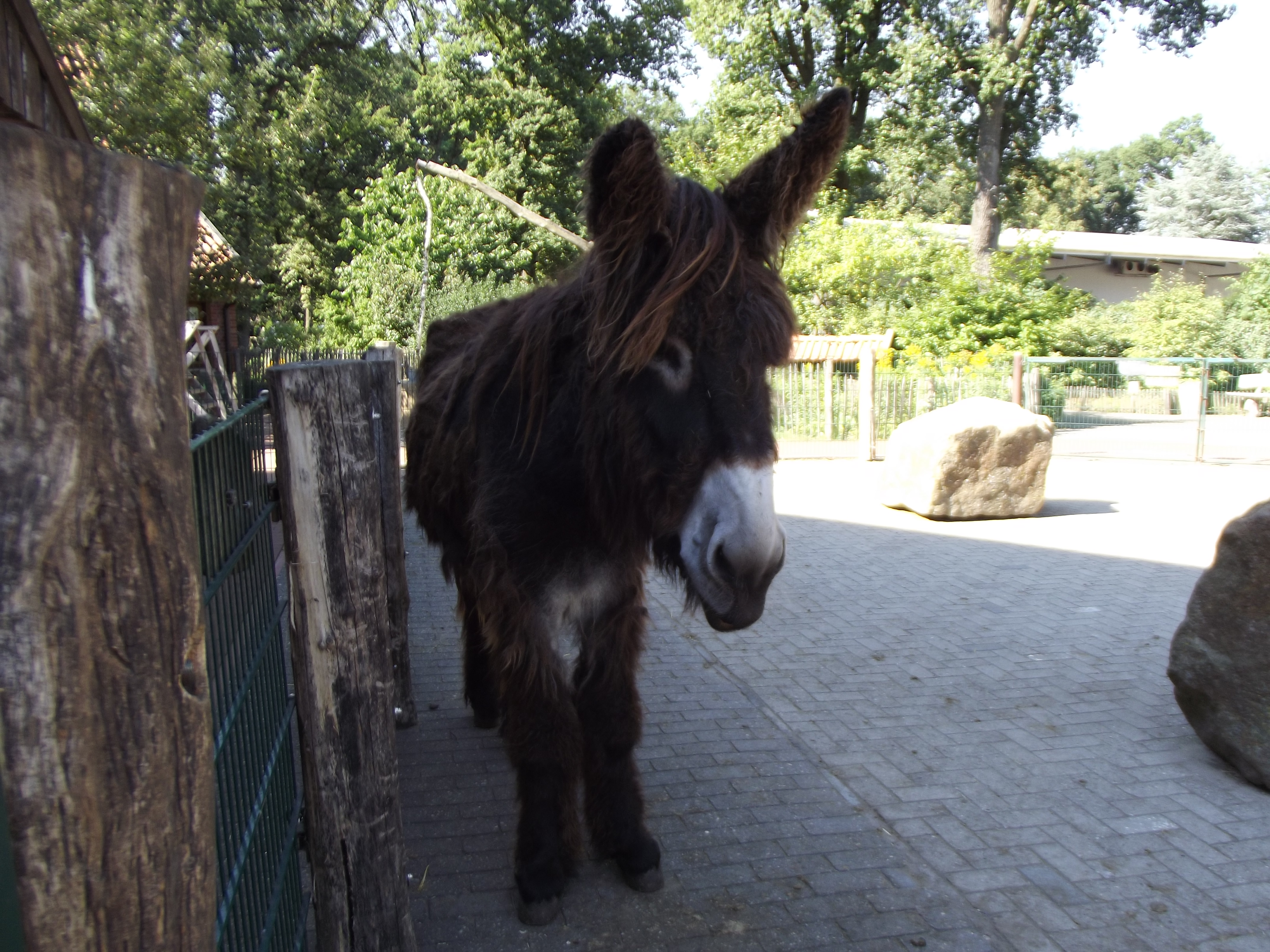
Poitou-Esel auf dem Vechtehof

Das zweite große Haus ist ein reines Stallgebäude, in dem seltene oder sogar bedrohte Haustierrassen gezeigt werden, wie das Bunte Bentheimer Schwein und das Bentheimer Landschaf, das bis in die fünfziger Jahre vor allem zur Beweidung von Heideflächen eingesetzt wurde. Die Poitou-Esel aus der gleichnamigen Landschaft im Westen Frankreichs gehören zu den Großeseln. Die Hengste haben ein Stockmaß von 140 bis 150 cm, die Stuten sind 135 bis 145 cm hoch. Heute bemüht sich ein eigener Züchterverband, dem auch der Nordhorner Tierpark angehört, um den Erhalt dieses Haustieres. Ein weiterer Bewohner des Vechtehofs ist das Altdeutsche Schwarzbunte Niederungsrind, eine alte, regionale Rinderrasse, die früher häufig zur Milch- und Fleischgewinnung gezüchtet wurde.
Die Cröllwitzer Puten gehören ebenfalls zu den gefährdeten Haustierrassen und Vechtehof-Bewohnern. Weiteres Geflügel sind die silberhalsigen Kraienköppe und die bunt gezeichneten Twentsen Landgänse, die aus den Niederlanden stammen. Der Tierpark beteiligt sich an dem niederländischen Erhaltungszuchtprojekt. Extrem selten sind die Gelderse Slenken, eine niederländische Taubenrasse, die früher auch häufig in der Grafschaft Bentheim gehalten wurde.
Hausmäuse (Mus musculus) kann man auf dem Vechtehof in einem eigens eingerichteten Mäusehaus beobachten.

#### Gasthaus De MalleJan

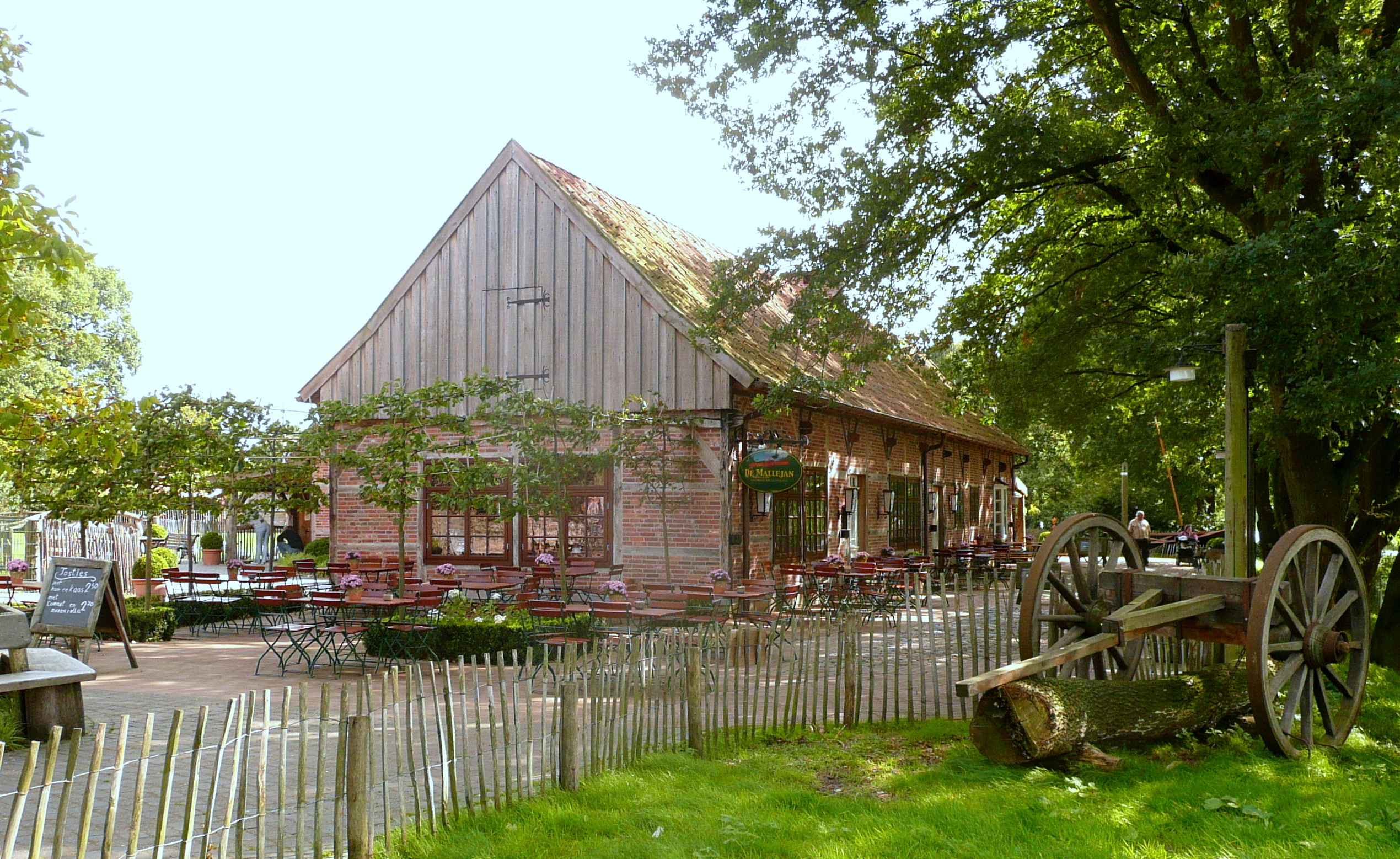
Gasthaus „De MalleJan“

In unmittelbarer Nähe des Vechtehofs entstand das historische Gasthaus „De MalleJan“ mit 60 Plätzen im Innenbereich und 120 Plätzen im Außenbereich. Das Gasthaus hat auch museale Funktionen: Viele der Einrichtungsgegenstände stammen aus der Sammlung einer Burgsteinfurter Brauerei; im Außenbereich ist unter anderem eine historische Bierkutsche der Brauerei zu sehen. 

#### Heuerhaus
Das Heuerhaus ist eines der drei ältesten Heuerhäuser im nordwestdeutschen Raum. Es kann ungefähr auf das Jahr 1670 datiert werden. Das Haus stammt von einem Bauernhof in Wietmarschen und wurde 1977 abgetragen. Über den Heimatverein der Grafschaft Bentheim gelangte es in den Tierpark. Es ist 100 m2 groß und zeigt Wechselausstellungen zu heimatkundlichen Themen.

#### Mäusehäuschen
Die beiden kleinsten Arten des Tierparks bewohnen ein kleines Häuschen am Wegesrand. Die Europäischen Zwergmäuse (Micromys minutus) zählen zu den kleinsten Nagetieren überhaupt. Ihre Kugelnester bauen sie in 40–80 cm Höhe. In Österreich gelten sie als gefährdet, in Deutschland stehen sie auf der Vorwarnliste. Die Schilfwühlmäuse (Microtus fortis) zählen zur Nagetiergattung der Feldmäuse und stammen aus dem südöstlichen Sibirien, Korea und dem östlichen China. Die Weibchen bilden mit den Jungtieren Gruppen. Im Winter dürfen sich geschlechtsreife Männchen ihnen anschließen.

### Streichelzoo
Der Streichelzoo beherbergt Zwergziegen, Ouessantschafe, die kleinste Schafrasse der Welt, Zwergesel, Hausmeerschweinchen und Zwergkaninchen, die drinnen und draußen ein großes Gemeinschaftsgehege haben, sowie Seidenhühner und Antwerpener Bartzwerge.

### Störche

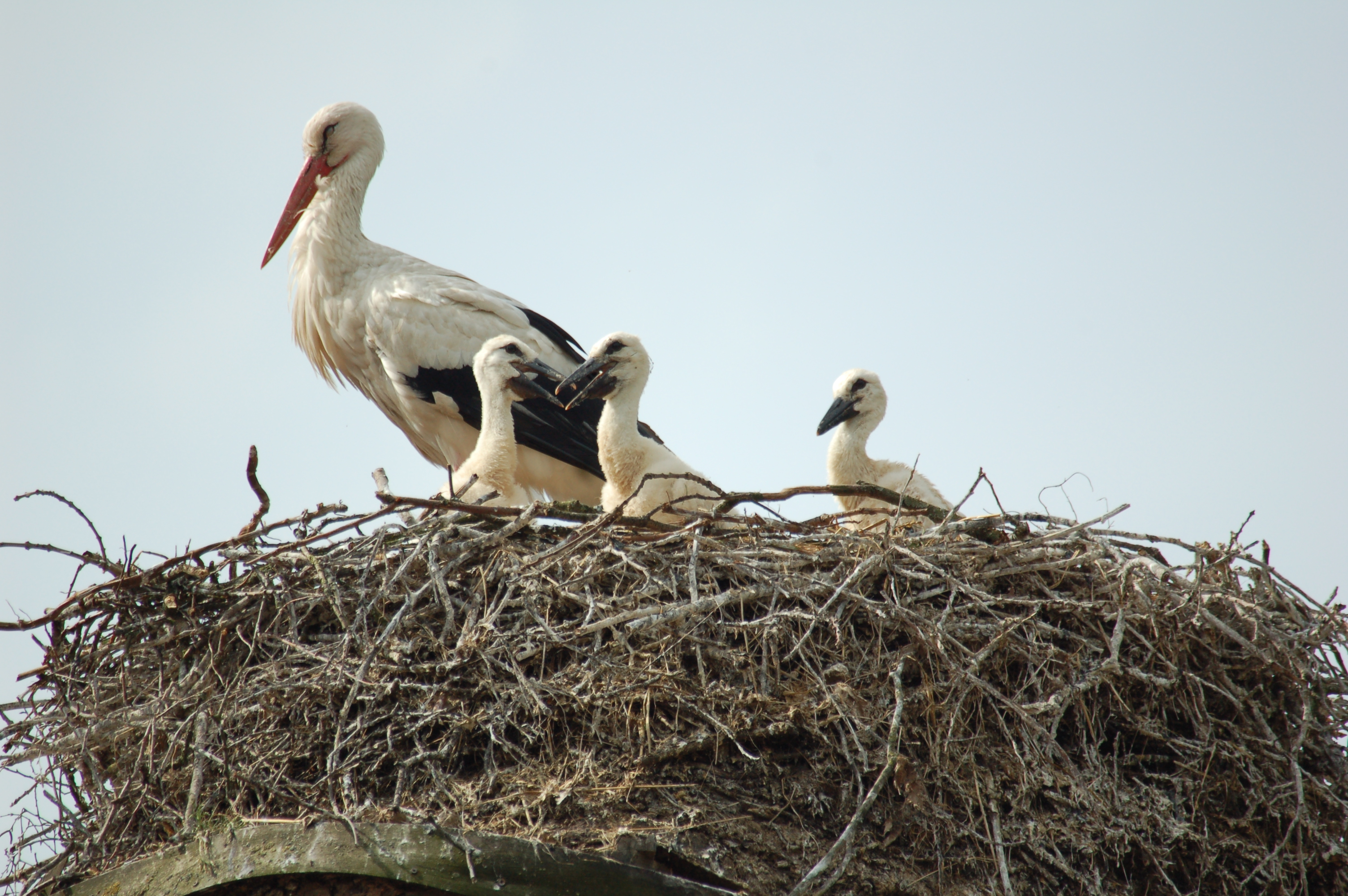
Weißstorchnest mit drei Jungvögeln (2013)

Seit 2004 brüten wilde Weißstörche (Ciconia ciconia) auf dem Vechtehof und auf der Scheune an der Afrika-Savanne. Nicht flugfähige Störche leben auf freien Wiesenflächen im Tierpark. 

### Kängurus
In einem begehbaren Wiesengehege leben Bennett-Kängurus (Macropus rufogriseus), eine Känguruart aus dem südlichen Australien.

### Totenkopfaffen und Agutis
Totenkopfaffen (Saimiri sciureus sciureus) leben normalerweise in großen Horden von Weibchen und Jungtieren in den Tropenwäldern Mittel- und Südamerikas. Die Männchen haben nur während der Paarungszeit engeren Kontakt zu diesen Gruppen. Die Zucht der Totenkopfaffen wird seit 2007 in einem Europäisches Erhaltungszucht-Programm koordiniert.
Am Boden des Geheges der Totenkopfaffen leben einige hasengroße, goldbraune Tiere, die Azara-Agutis (Dasyprocta azarae). Sie gehören zu den Meerschweinchenverwandten und gelten als gering gefährdet. Ihr Verbreitungsgebiet reicht vom südlichen Mexiko bis nach Argentinien.

### Geierfelsen

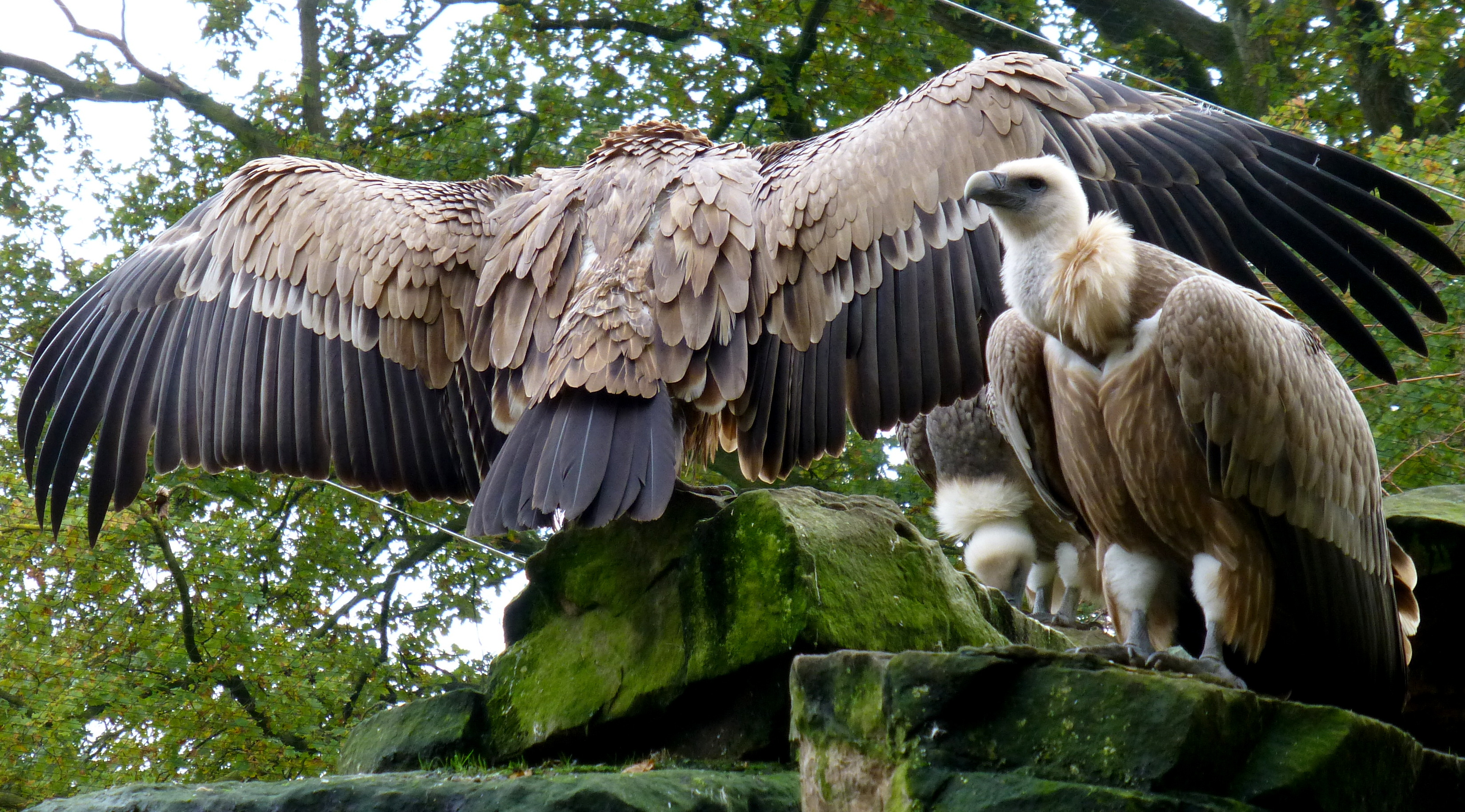
Gänsegeier (Gyps fulvus)

Die Tierparkbesucher können von zwei geschützten Unterständen aus ohne trennende Gitter die Bewohner dieser Anlage beobachten. Auf einem Felsen lebt eine Gruppe der geselligen Gänsegeier (Gyps fulvus), die bereits mehrfach erfolgreich gebrütet hat. Die Geieranlage wurde vom Berufsverband der Zootierpfleger (BdZ) für besonders gute Tierhaltung ausgezeichnet. Die Anlage ist eine naturgetreue Nachbildung einer Berglandschaft. Mitbewohner der Geier sind Sibirische Steinböcke (Capra sibirica). Diese größte Art des Steinbocks lebt in kahlen, baumlosen Felshängen der innerasiatischen Hochgebirge in Höhen zwischen 500 und 5000 Metern. Zudem leben auf der Anlage die stark gefährdeten Waldrappen (Geronticus eremita). Um ein Überleben zu ermöglichen, wird der Waldrapp im Europäischen Erhaltungszuchtprogramm (EEP) in den Zoos gezüchtet. Mit großem Einsatz und finanziellen Mitteln führen die Zoos verschiedene Artenschutzprojekte zur Wiederansiedlung durch. Weitere Mitbewohner des geierfelsen sind Europäische Sumpfschildkröten (Emys orbicularis), die im Teich der Anlage leben.

### Lehrbienenhaus
Das Lehrbienenhaus besteht seit 1961 im Tierpark und wird vom Kreisimkerverband Grafschaft Bentheim betreut. Dort werden die für die traditionelle Imkerei erforderlichen Gerätschaften gezeigt und für Anschauungszwecke mehrere Bienenvölker gehalten. Auf Schautafeln wird die Bedeutung der Honigbiene für die Bestäubung vieler Pflanzenarten veranschaulicht. An den Wegesrändern des Tierparks findet man zahlreiche Nisthilfen für Hummeln und Wildbienen.

### Afrika-Savanne

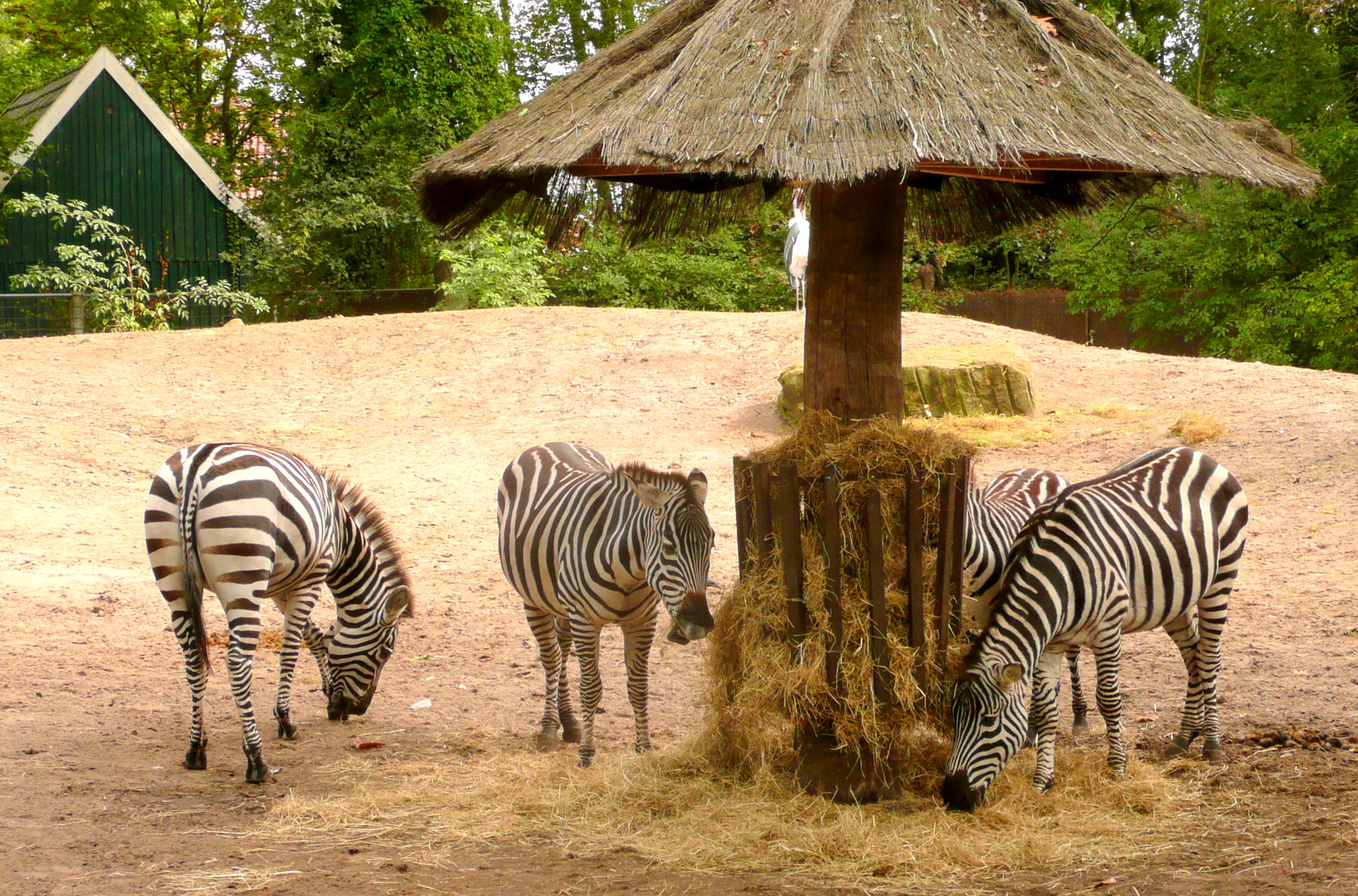
Zebras in der Afrika-Savanne

Die Afrika-Savanne wird von vier Tierarten bewohnt. Das Böhm- oder Grantzebra (Equus quagga boehmi) ist eine Unterart des Steppenzebras. Es ist das nördlichste, das kleinste und das am intensivsten gestreifte Steppenzebra. Zwar ist es noch die häufigste Zebraart, sein Vorkommen ist heute aber weitgehend auf die Nationalparks in Kenia, Tansania (Serengeti), Uganda und Sambia beschränkt. Die zweite Tierart des Geheges ist der Afrikanische Marabu (Leptoptilos crumeniferus), eine aasfressende Storchenart. Mit einer Scheitelhöhe von 150 cm und einer Flügelspannweite von 300 cm zählt er zu den größten Störchen der Welt. Das Helmperlhuhn (Numida meleagris) ist die dritte Tierart dieses Geheges. Sie können eine Größe von 58 cm erreichen und wiegen etwa 1,3 kg. Bis 2019 lebten hier auch Afrikanische Strauße. Seit Februar 2021 leben hier drei weibliche Kafue-Litschiwasserböcke aus dem Serengeti-Park Hodenhagen, im März kam dann auch noch ein Männchen aus dem Zoo Prag dazu.

### Uhu- und Kolkrabenvoliere
In zwei von der hiesigen Jägerschaft gebauten Volieren leben Uhu (Bubo bubo) und Kolkrabe (Corvus corax). Der Uhu ist die weltweit größte Eulenart. Dank strenger Schutzmaßnahmen und durch Wiederansiedlungsprojekte, an denen sich auch der Tierpark Nordhorn beteiligt hat, gibt es in Deutschland heute wieder einen Bestand von mehreren hundert Paaren.
Der Kolkrabe ist unser größter Rabenvogel. Er wurde früher als Konkurrent der Jäger stark verfolgt, ist heute jedoch geschützt.

### Ententeiche
Die Teiche des Zoos beherbergen eine Vielzahl an heimischem Wassergeflügel. Zu ihnen zählen die Graugänse (Anser anser) und die auffällig gefärbten Brandgänse (Tadorna tadorna).
Zu den Schwimmenten gehören die Brautente (Aix sponsa) und die Mandarinenten (Aix galericulata). Die Tafelenten (Aythya ferina), die Reiherenten (Aythya fuligula), die Kolbenenten (Netta rufina) und die Moorenten (Aythya nyroca), deren deutsche Brutvorkommen im letzten Jahrhundert erloschen sind, zählen zu den Tauchenten.
Der Zwergsäger (Mergus albellus) ist eine kleine, in Nordeuropa und Nordasien beheimatete Entenart.

### Amphibienhaus
Der Weltverband der Zoos und Aquarien (WAZA) hat zusammen mit der Welt-Naturschutzorganisation
IUCN das Projekt „Amphibien-Arche“ ins Leben gerufen. Im Rahmen des Gemeinschaftsprojekts „Tier unter der Lupe“ zwischen dem Tierpark Nordhorn und dem Naturhistorischen Museums Natura Docet in Denekamp (NL) wurde daraufhin eine Ausstellung mit lebenden Tieren zu dem Thema konzipiert. Im Jahr 2008, im Jahr des Frosches, sind diverse Amphibien in das Amphibienhaus eingezogen. Wegen des großen Interesses der Zoobesucher wurde aus dem Projekt eine Dauerausstellung. Im Amphibienhaus sind u. a. Europäische Laubfrösche, Erdkröten, Chinesische Rotbauchunken, Axolotl und Feuersalamander zu sehen.

### Seehunde

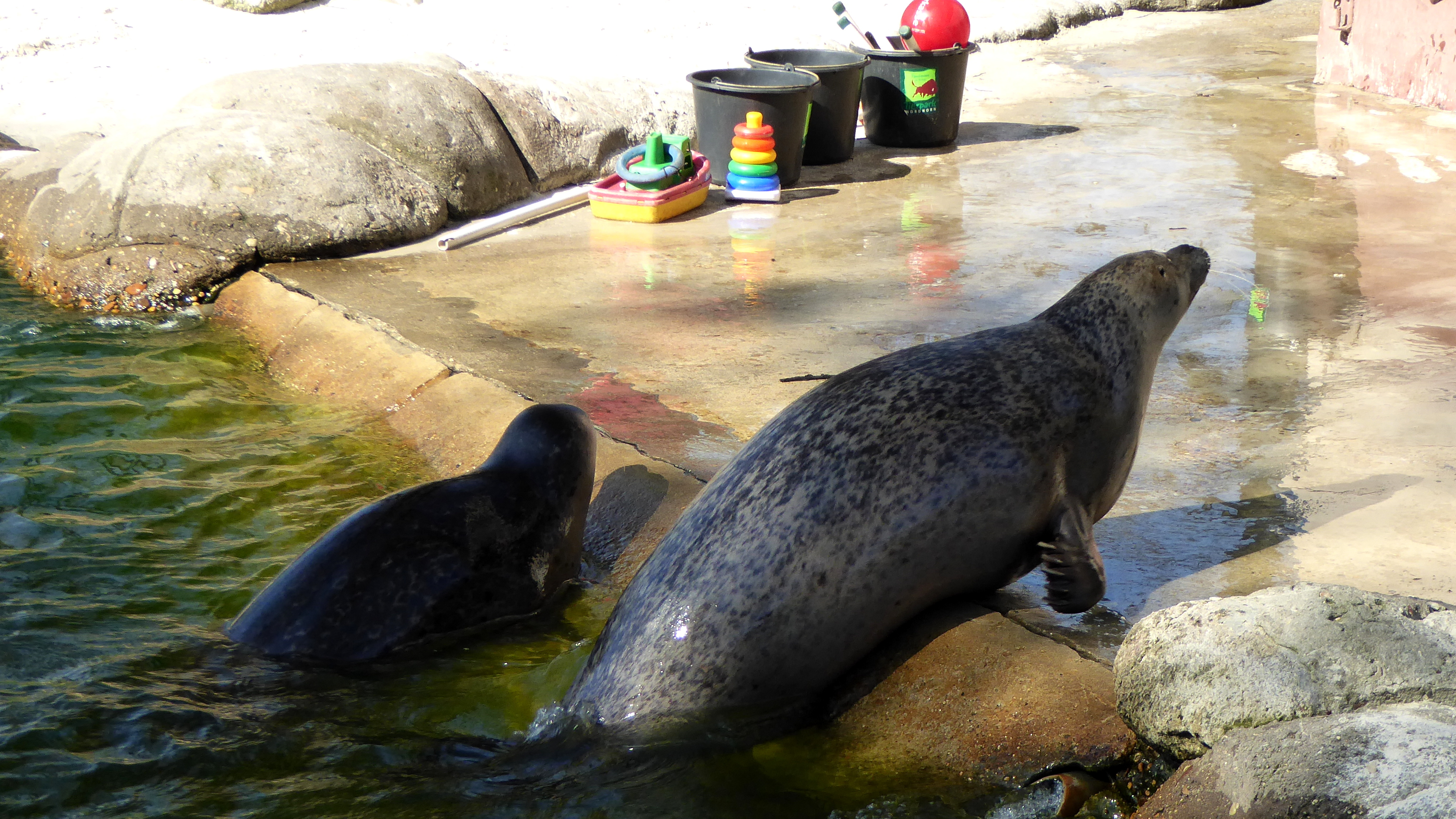
Seehunde (Phoca vitulina)

Die Seehunde (Phoca vitulina) gehören zu den beliebtesten Tierparkbewohnern. Während der öffentlichen Fütterungen zeigen die Tiere kleine Kunststücke. Diese dienen als Ausgleich für das weniger anstrengende Leben im Zoo. Momentan leben die beiden Weibchen Didi und Rita mit dem jungen Seehundbulen Jolo zusammen. Zu einer gewissen Berühmtheit hat es der am 20. Juli 2004 geborene Hannes gebracht. Am 30. August 2004 entkam er aus dem Tierpark und schwamm in der Vechte bis in die Niederlande, wo er am 3. September 2004 bei Dalfsen eingefangen werden konnte. Er wurde in die Seehund-Aufzuchtstation Pieterburen (Provinz Groningen) gebracht. Von hier sollte er wieder zurück in den Tierpark gebracht werden. In der Nacht vom 22. auf den 23. Oktober 2004 wurde er aus der Aufzuchtstation gestohlen und vermutlich in die Freiheit entlassen (siehe auch Hannes (NL)).

### Küstenvoliere

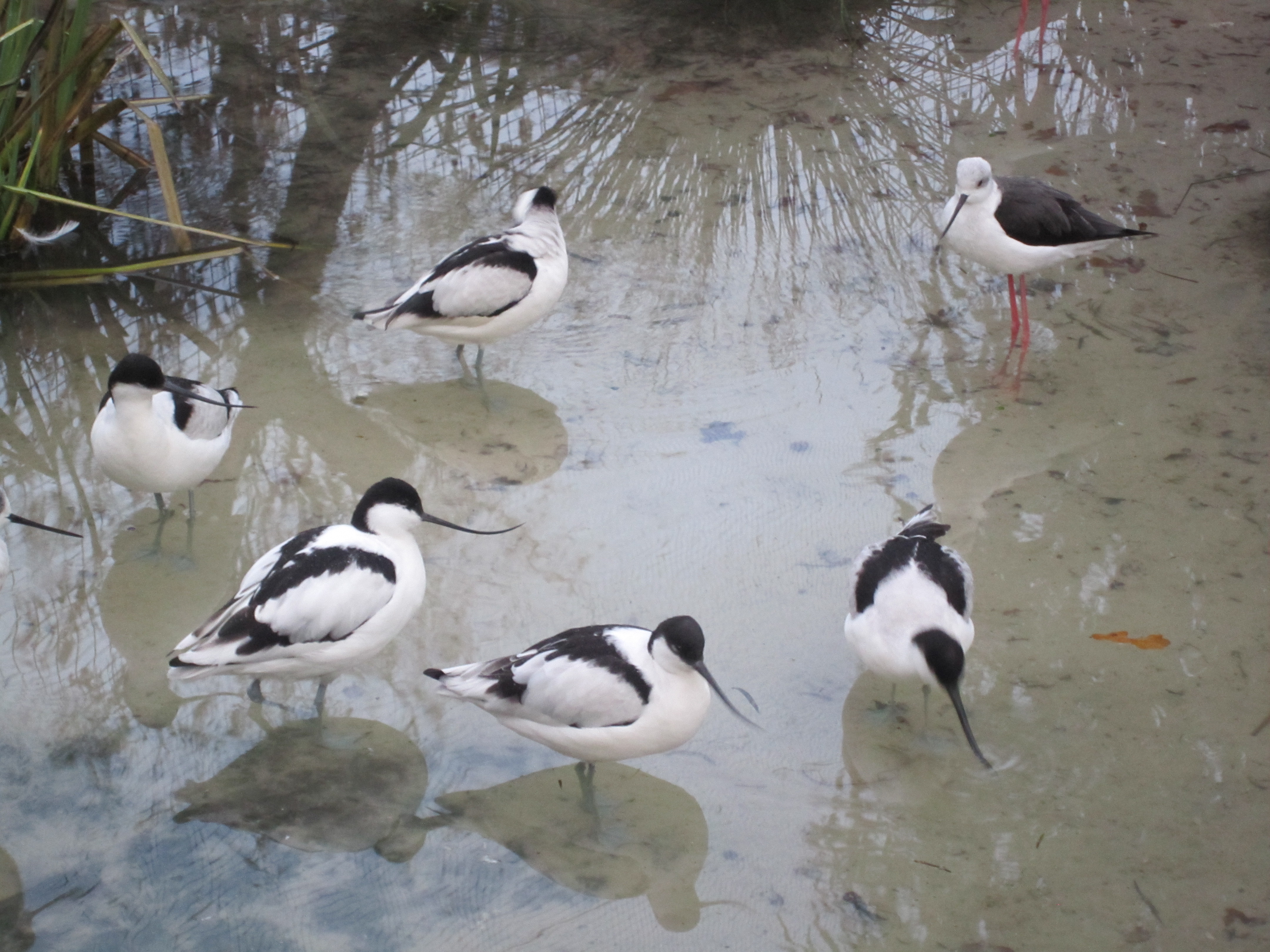
Säbelschnäbler (Recurvirostra avosetta)

In der begehbaren Watvogelvoliere finden sich eine große Gruppe Säbelschnäbler (Recurvirostra avosetta) und Stelzenläufer (Himantopus himantopus) als einzige Schwimmvögel in dieser Voliere. Weitere Bewohner sind der Kiebitz (Vanellus vanellus), eigentlich ein Bewohner von Feuchtwiesen, die laut flötenden Rotschenkel (Tringa totanus), die durch die Intensivierung der Landwirtschaft weitgehend auf die Küstenregion zurückgedrängt wurden, und der Große Brachvogel (Numenius arquata), dessen Bestände sich durch Schutzmaßnahmen vielerorts stabilisieren konnten.

### Gefiederte Australier
In der begehbaren Voliere gibt es einen großen Wellensittichschwarm (Melopsittacus undulatus); er ist der häufigste Vogel in Australien. Mit den Wellensittichen leben vier weitere Vogelarten in dieser Voliere zusammen: die Australischen Schopftauben (Ocyphaps lophotes), die farbenprächtigen Prachtrosellas (Platycercus eximius), die aus dem südöstlichen Australien und Tasmanien kommen, die Nymphensittiche (Nymphicus hollandicus), die zur Familie der Kakadus gehören und fast den gesamten australischen Kontinent besiedeln, und die Zebrafinken (Taeniopygia guttata), die in Deutschland beliebte Ziervögel sind.

### Vietnamesischer Sikahirsch
Der Vietnamesische Sikahirsch (Cervus nippon pseudaxis) ist eine Unterart des Sikahirschs. Fünf Exemplare dieser Hirschart wurden im April 2019 im Zoo angesiedelt. Der Zoo beteiligt sich mit dieser Tierart an einem weiteren Europäischen Erhaltungszuchtprogramm (EEP). Der Sikahirsch ist deutlich kleiner als ein europäischer Rothirsch und gilt in freier Wildbahn als ausgerottet: Weltweit soll es nur noch etwa 3000 Exemplare im vietnamesischen Nationalpark Cúc Phương und in Zoos geben. Die Vietnamesischen Sikahirsche sind in einem etwa 2000 Quadratmeter großen, begehbaren Freigehege in unmittelbarer Nähe zur Zooschule untergebracht.

### Schimpansen
Im Zoo lebten zuletzt zwei Schimpansen (Pan troglodytes) in einem gut strukturierten Innen- und Außengehegen zusammen. Durch Glasscheiben und über einen Wassergraben hinweg konnten die Tiere von den Zoobesuchern beobachtet werden. Nancy (* 1979) war seit 1987 im Zoo; sie stammte aus einem kleinen Wanderzirkus. Lomela (* 1989) wurde im Allwetterzoo Münster geboren. Da sie in der dortigen Schimpansengruppe nicht akzeptiert wurde, wechselte sie im Jahr 2000 nach Nordhorn. Ähnlich erging es Lucani, das Männchen in der Gruppe. Er lebte seit Oktober 2013 in Nordhorn, kam ebenfalls aus dem Zoo Münster und wurde in der dortigen Schimpansengruppe nicht akzeptiert. Er blieb nur vorübergehend in Nordhorn. Am 15. Oktober 2019 wurden die beiden Schimpansen-Weibchen an den Zoo Antwerpen abgegeben. Mittlerweile wurde die Schimpansenanlage inklusive Haus abgerissen.

### Eulen-Tundra
In der begehbaren Eulen-Voliere leben Schnee-Eulen (Bubo scandiacus, Syn. Bubo scandiaca, Nyctea scandiaca) und Habichtskäuze (Strix uralensis), zwei Bewohner der arktischen Tundra. Die Voliere bietet den Vögeln in ihrer Gestaltung einen Übergang zwischen Tundra und Taiga.

### Amurleopard

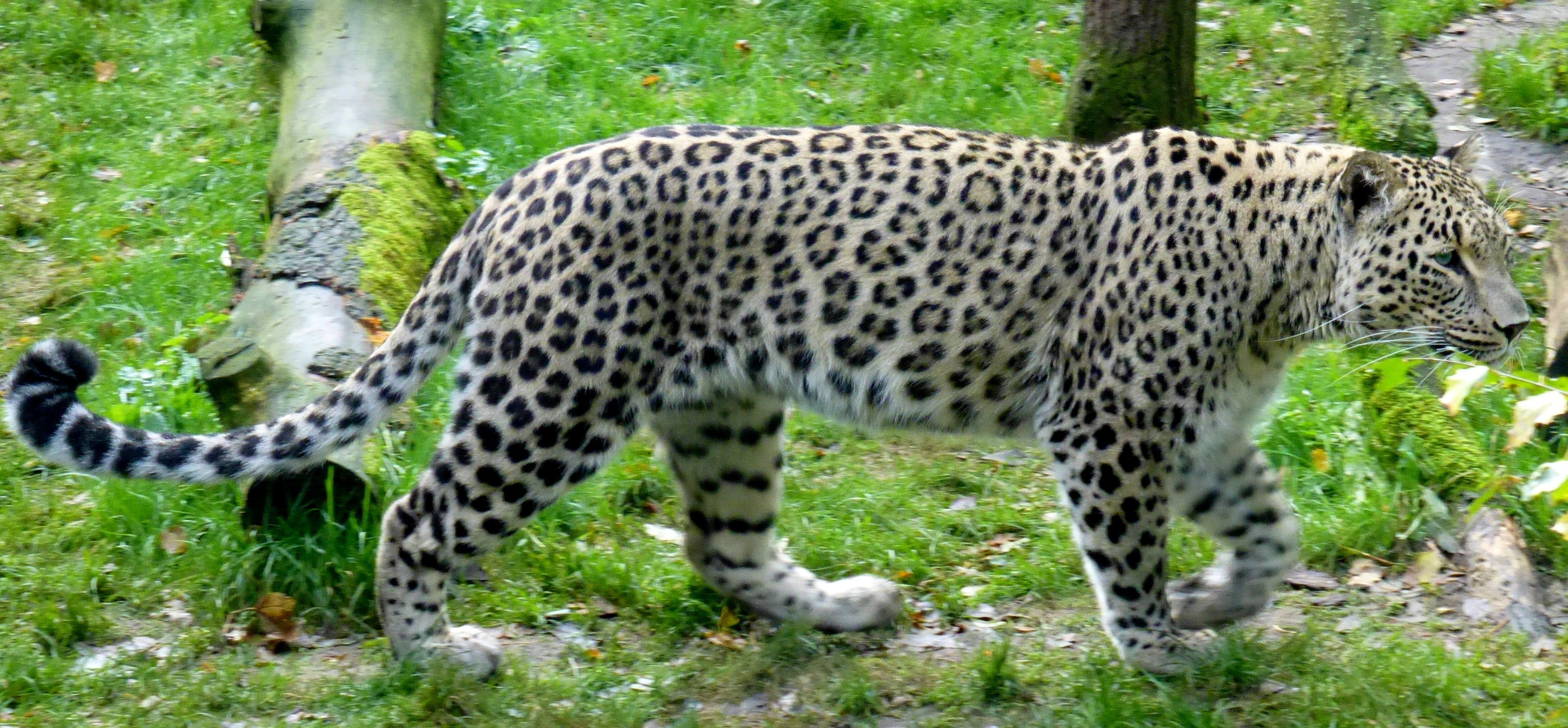
Bis 2020 lebten Nordpersische Leoparden (Panthera pardus saxicolor) im Tierpark

Der Amurleopard (Panthera pardus orientalis) ist in den Bergregionen der Grenzregion zwischen Sibirien und China heimisch. Seit 2021 lebt auch im Tierpark Nordhorn ein männliches Tier namens Baikal. Er ist aus dem Tiergarten Schönbrunn eingezogen. Zurzeit wird hinter der Afrika-Savanne eine neue Anlage für die Leoparden gebaut.

### Europäische Wildkatzen
Die Europäische Wildkatze (Felis silvestris silvestris), auch Waldkatze genannt, war durch übermäßige Bejagung in Deutschland bis auf Restbestände fast ausgestorben. Heute stehen Wildkatzen unter strengem Schutz und konnten ihr Verbreitungsgebiet wieder ausdehnen; dazu haben auch Nachzuchten aus Zoos beigetragen.

### Stachelschweine
Die Weißschwanz-Stachelschweine (Hystrix leucura, Syn. Hystrix indica) sind große, nachtaktive Nagetiere. Sie kommen in Westasien, Nordafrika und Süditalien vor.

### Zweifinger-Faultiere
Im Gehege am Spielplatz leben die Zweifinger-Faultiere (Choloepus didactylus). Im Nordhorner Tierpark hat es bereits viermal Nachwuchs gegeben, zuletzt im Jahr 2009. Das Zweifinger-Faultier bewohnt die Baumkronen der tropischen Regenwälder in Mittel- und Südamerika. Aufgrund des weiten Verbreitungsgebiets gelten die Zweifinger-Faultiere noch als „nicht gefährdet“, jedoch werden sie wegen der Abholzung der Regenwälder und dem damit verbundenen Verlust ihres Lebensraums zunehmend bedroht.

### Wolfsgehege

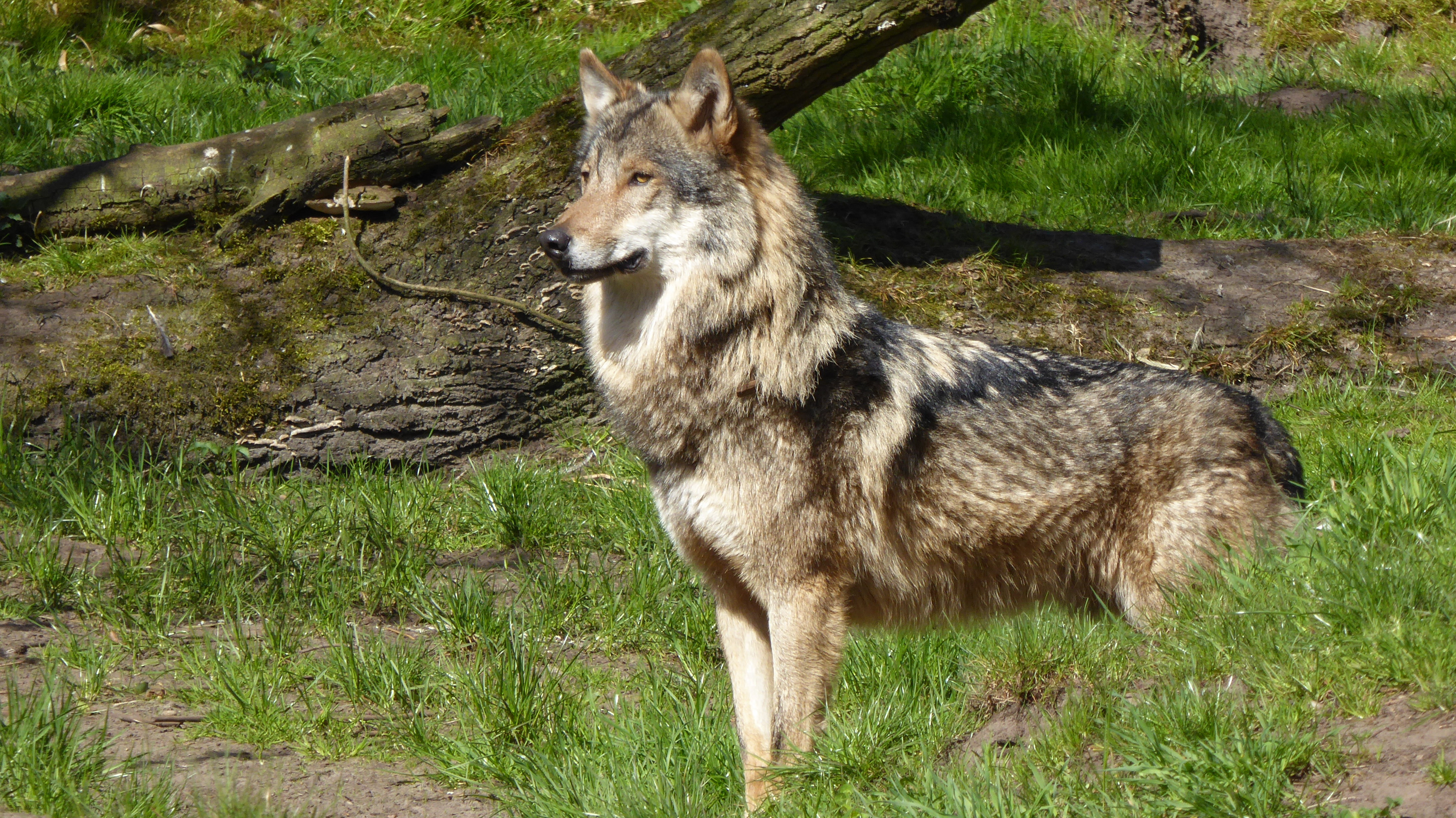
Europäischer Wolf (Canis lupus lupus)

Das Gehege der Wölfe (Canis lupus lupus) liegt hinter der Afrika-Savanne. Wölfe waren vor ihrer Verdrängung durch den Menschen das am weitesten verbreitete Landsäugetier der Erde. Inzwischen leben auch in Niedersachsen wieder Wölfe und 2015 geriet auf dem nur wenige Kilometer vom Zoo entfernten Luft-Boden-Schießplatz Nordhorn ein einzelner, umherwandernder Wolf in eine Fotofalle.

## Natur- und Tierschutz
Der Nordhorner Tierpark engagiert sich besonders für die Natur vor der eigenen Haustür. Neben Erhaltungszucht-Programmen und dem Einsatz für bedrohte Haustierrassen betreut der Zoo daher insgesamt 92 ha Naturschutzgebiete.

### Europäische Erhaltungszucht-Programme
Der Tierpark nimmt mit folgenden Arten an den Europäischen Erhaltungszuchtprogrammen (EEPs uns ESBs) teil: Amurleopard, Totenkopfäffchen, Zweifinger-Faultier, Kafue Litschi-Wasserbock, Azara-Aguti, Vietnam-Sikahirsch, Marabu, Gänsegeier, Waldrapp und Blaulatzsittich.
Im Jahr 2014 meldete der Tierpark eine Weltpremiere: Erstmals gelang die künstliche Befruchtung bei einem Nordpersischen Leoparden. Mit Hilfe von Spezialisten vom Leibniz-Institut für Zoo- und Wildtierforschung (IZW) aus Berlin wurde dieses Vorhaben seit 2010 geplant; ein erster Versuch schlug fehl. Am 3. August wurden dann zwei Junge Nordpersische Leoparden geboren. Seit 2020 leben keine Nordpersischen Leoparden mehr im Tierpark Nordhorn. Stattdessen ist ein Amurleopard eingezogen. 

### Erhaltung seltener regionaler Haustierrassen

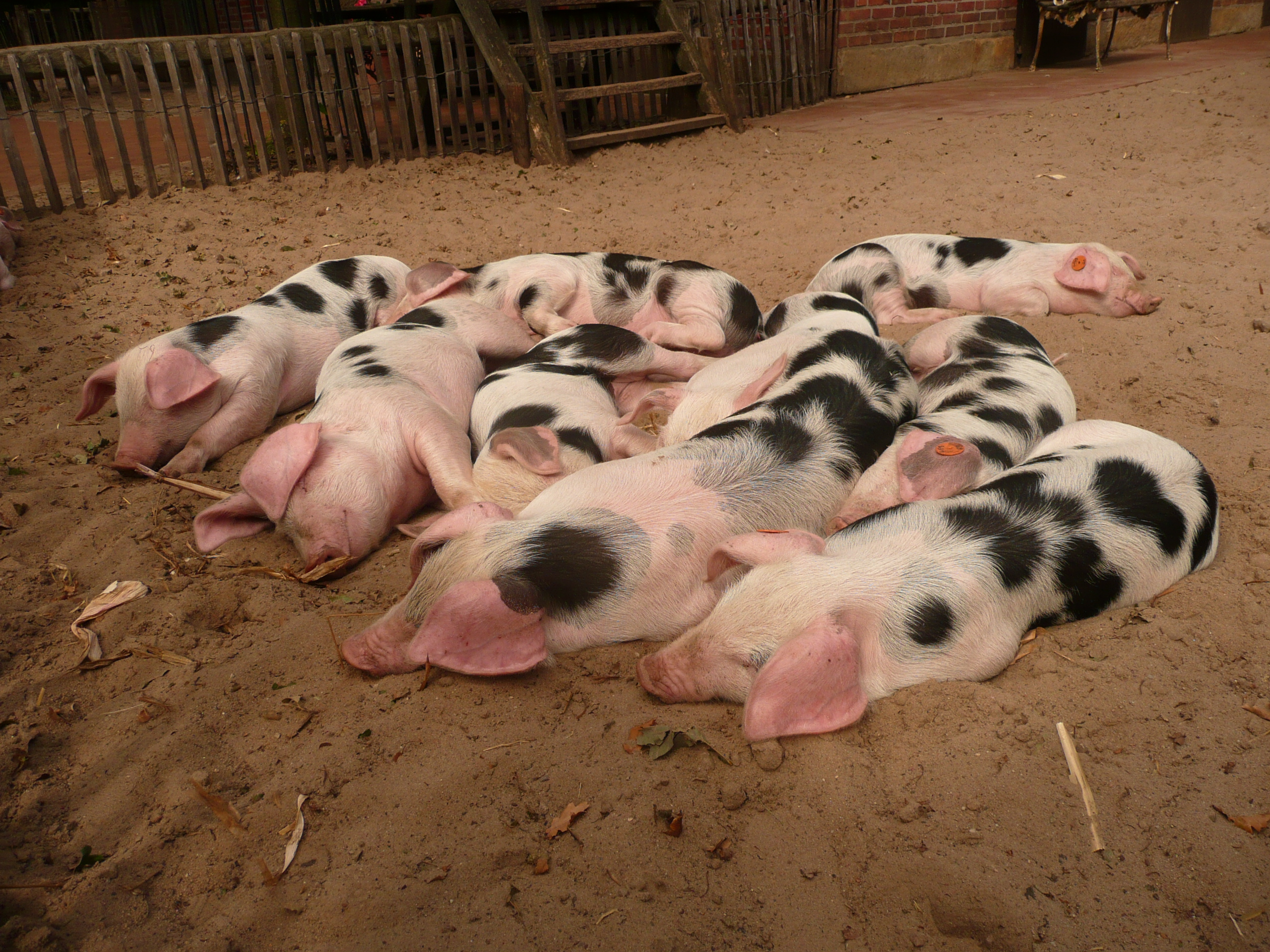
Bunte Bentheimer Schweine

Ein Schwerpunkt des Zoos ist die Erhaltung und Zucht seltener regionaler Haustierrassen aus der Region Grafschaft Bentheim. Dazu gehören u. a. das Bunte Bentheimer Schwein, das Bentheimer Landschaf und die Geflügelrasse Kraienkopp.
Die Geschichte des Vereins zur Erhaltung des Bunten Bentheimer Schweines e. V. hat ihren Ursprung im Nordhorner Tierpark: Am 1. März 2003 fand auf dessen Initiative dort die Gründungsversammlung statt.
Weitere bedrohte Tierrassen, die im Nordhorner Tierpark gehalten werden, sind das Ouessantschaf oder Bretonische Zwergschaf im Streichelzoo, das Niederungsrind und die Twentse Landgans.

### Rettet den Drill e. V.
Der Drill (Mandrillus leucophaeus) ist eine Primatenart aus der Familie der Meerkatzenverwandten. Er gilt als einer der seltensten afrikanischen Primaten und man schätzt, dass in freier Wildbahn nur noch rund 3000 dieser Tiere leben. Roland Wolf, langjährige Pfleger der Drills im Zoo Hannover, erkannte die Wichtigkeit, die Drills auch in ihrem angestammten Lebensraum zu schützen. Seit 1993 unterstützt die durch ihn gegründete und geleitete Aktion „Rettet den Drill“ die Arbeit des Drill-Rehabilitation- und Breedingcenter („Pandrillus“) in Nigeria. Aus der Aktion „Rettet den Drill“ ist 2004 der Verein „Rettet den Drill e. V.“ geworden, der im Tierpark Nordhorn gegründet wurde und dort seinen Sitz hat.

### Tillenberge
1996 wurde die Betreuung und Pflege einer 66 ha großen Fläche des Naturschutzgebietes „Tillenberge“ übernommen. Dieses Naturschutzgebiet umfasst letzte Reste der einst in der Region allgegenwärtigen Kulturlandschaft Wacholderheide, Feuchtbiotope und Auwaldbestände. Jährlich führen Tierparkmitarbeiter umfangreiche Pflege- und Entwicklungsmaßnahmen durch. Zusätzlich wurde die Beweidung mit dem bodenständigen Bentheimer Landschaf wieder aufgenommen, so dass sich geschädigte Wacholder regenerieren können und die Heideflächen erhalten bleiben.

### Hutewald Bad Bentheim
Seit 2012 betreut der Tierpark in Zusammenarbeit mit dem NLWKN, dem Landkreis Grafschaft Bentheim und dem Fürstlichen Haus Bentheim-Steinfurt in Bad Bentheim den Hute- und Schneitelwald. Der Bentheimer Wald gehört zu den ältesten Wäldern Deutschlands. Seit dem 14. Jahrhundert ist die Nutzung des Bentheimer Waldes als Hutewald belegt, bis sie vor 125 Jahren durch die moderne Landwirtschaft abgelöst wurde. Im 16. Jahrhundert wurden zur Eichelmast nachweislich über 3500 Schweine, im Jahre 1885 wurden über acht Monate 900 Kühe und 1200 Schafe in den Wald getrieben.
Auf 26 ha wird die alte Kulturform der Waldweide als wertvoller Reliktwald durch Tiere des Tierparks neu betrieben: Gallowayrinder, Niederländische Landziegen und Bentheimer Schafe schaffen einen einzigartigen Natur- und Kulturraum. Nicht nur die Pflanzenwelt und ihre seltenen Reliktbäume, sondern vor allem auch seltene Tierarten wie der Eremit (Osmoderma eremita, Juchtenkäfer), die Bechsteinfledermaus (Myotis bechsteinii) oder der Hirschkäfer (Lucanus cervus) werden durch diese Maßnahme besser geschützt. Führungen durch den Hutewald finden von Ende März bis Ende Oktober an jedem 1. und 3. Sonntag statt.

### Wiesenbiotope
Auf verschiedenen Extensivierungsflächen betreut der Tierpark in Zusammenarbeit mit der Stadt Nordhorn Wiesenbiotope. Für die Pflege und den Erhalt einer abwechslungsreichen Wiesenlandschaft mit vielfältigem Pflanzenleben sorgt eine Herde aus Bentheimer Landschafen.

### Hochmoor Ringe
Der Tierpark Nordhorn betreut in Zusammenarbeit mit anderen Naturschutzverbänden die Wiedervernässung und den Erhalt des Naturschutzgebiets „Hochmoor Ringe“. Die Flächen werden renaturiert und langfristig gepflegt.

### Auffang- und Pflegestation
Der Tierpark Nordhorn betreibt seit 1988 eine vom Land Niedersachsen unterstützte und anerkannte Auffang- und Pflegestation für hilfsbedürftige einheimische Tiere und beschlagnahmte Exoten.

#### Brachvogel-Schutz
Seit Jahren kümmert sich der Tierpark Nordhorn als regionales Arten- und Naturschutzzentrum um die Rettung und den Erhalt heimischer Wiesenvögel. Im Fokus steht dabei der typische Charaktervogel der norddeutschen Offenlandschaft: der Große Brachvogel.

#### Amphibienprojekt
Im Frühjahr 2023 hat der Tierpark Nordhorn sein Amphibienprojekt ins Leben gerufen. Ziel ist es, in den nächsten Jahren eine Übersicht über das Vorkommen und die Bestände der Amphibien in der Grafschaft Bentheim zu erhalten. Unter der Anleitung der Mitarbeiter erfassen Ehrenamtliche Frösche, Molche und andere Amphibien.

## Zooschule
Die Zooschule kooperiert schon seit einigen Jahren mit verschiedenen Schulen aus der Umgebung. Allerdings verfügte der Tierpark über kein eigenes Schulgebäude. Am 7. Juni 2016 wurde der barrierefreie und behindertengerechte Neubau der Zooschule eröffnet. Er hat eine Nutzfläche von rund 200 Quadratmetern und beherbergt einen 100 Quadratmeter großen, teilbaren und multifunktional nutzbaren Klassenraum mit Vortrags- und Medientechnik, einen Labor- und Experimentierbereich, einen Bastelraum, ein Foyer sowie Sanitäranlagen und Küche. Das Gebäude befindet sich in einem Bereich, in dem sich die im Natur- und Artenschutz aktiven Gruppen und Institutionen präsentieren. So soll den Besuchern auch die Bedeutung des Tierparks als Arten- und Naturschutzzentrum vor Augen geführt werden.

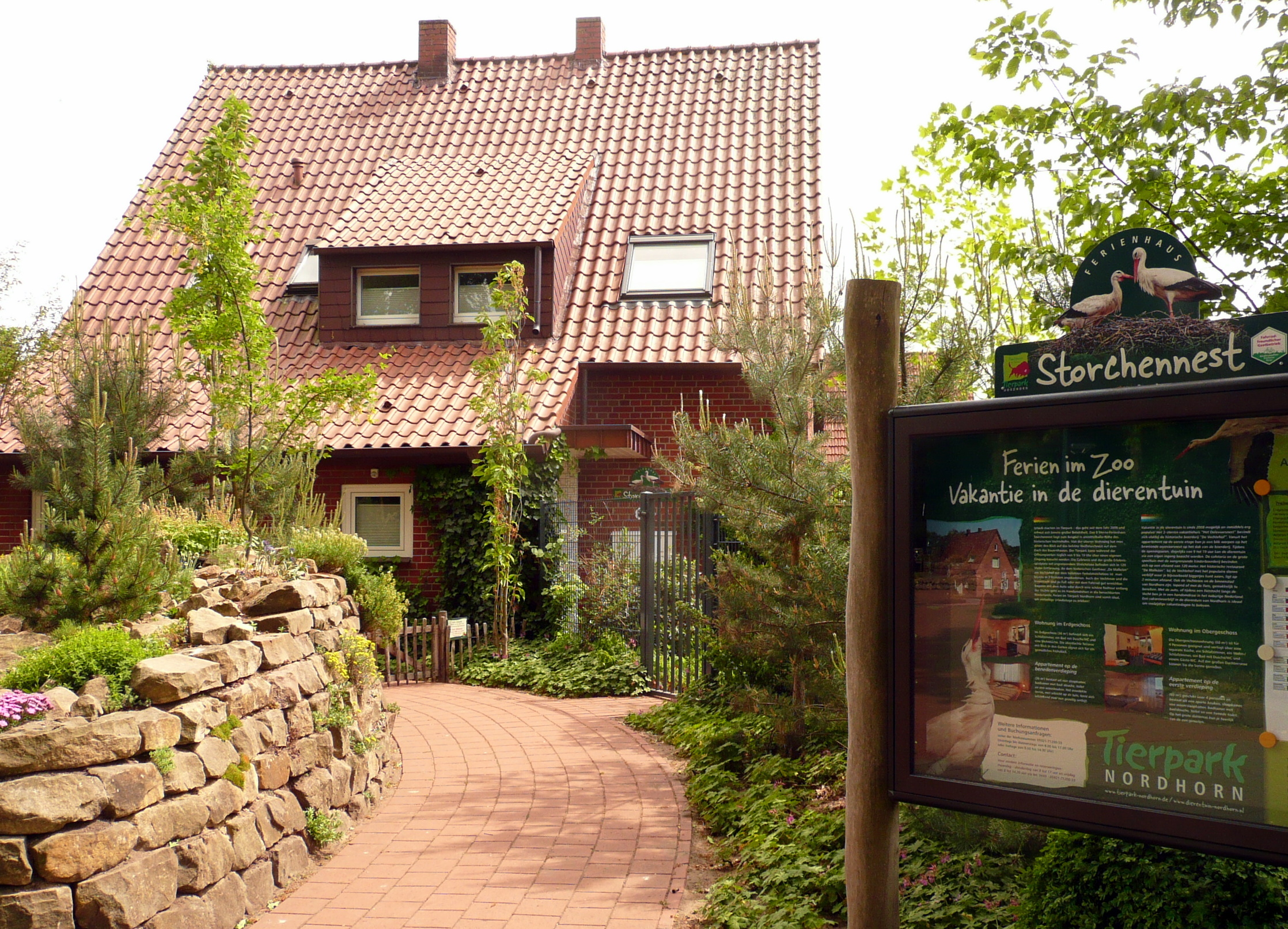
Ferienhaus Storchennest mit Zugang zum Park

## Ferienhäuser

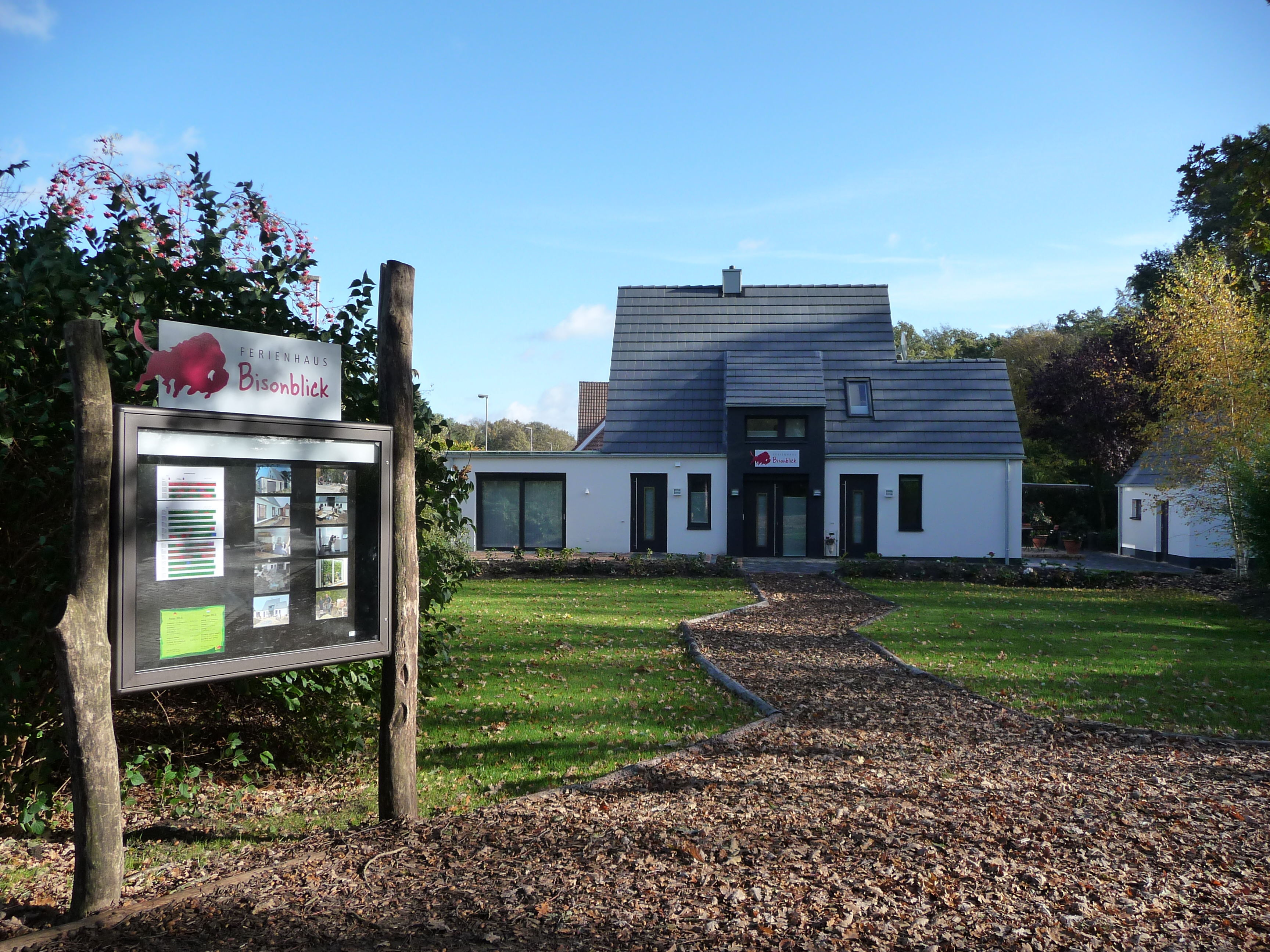
Ferienhaus Bisonblick mit Zugang zum Park

Auf dem Tierparkgelände gibt es zwei Ferienhäuser („Storchennest“ und „Bisonblick“) mit insgesamt fünf Wohnungen und fünfzehn Schlafplätze. Der Tierpark kann jeweils durch separate Eingänge zu den Öffnungszeiten betreten werden.